# گاندکوف ماوه
گاندکوف ماوه (به لهستانی:  Gądków Mały) یک روستا در لهستان است که در گمینا توژم واقع شده‌است.
 گاندکوف ماوه  ۱۰۹ نفر جمعیت دارد.